# San García de Ingelmos
San García de Ingelmos település Spanyolországban, Ávila tartományban.  Lakosainak száma 66 fő (2024).

## Népesség
A település népessége az utóbbi években az alábbiak szerint változott:
| Lakosok száma | 159  | 140  | 129  | 118  | 106  | 86   | 85   | 75   | 71   | 66   |
|               | 2001 | 2004 | 2006 | 2009 | 2011 | 2014 | 2016 | 2019 | 2021 | 2024 |